# Židovská diaspora

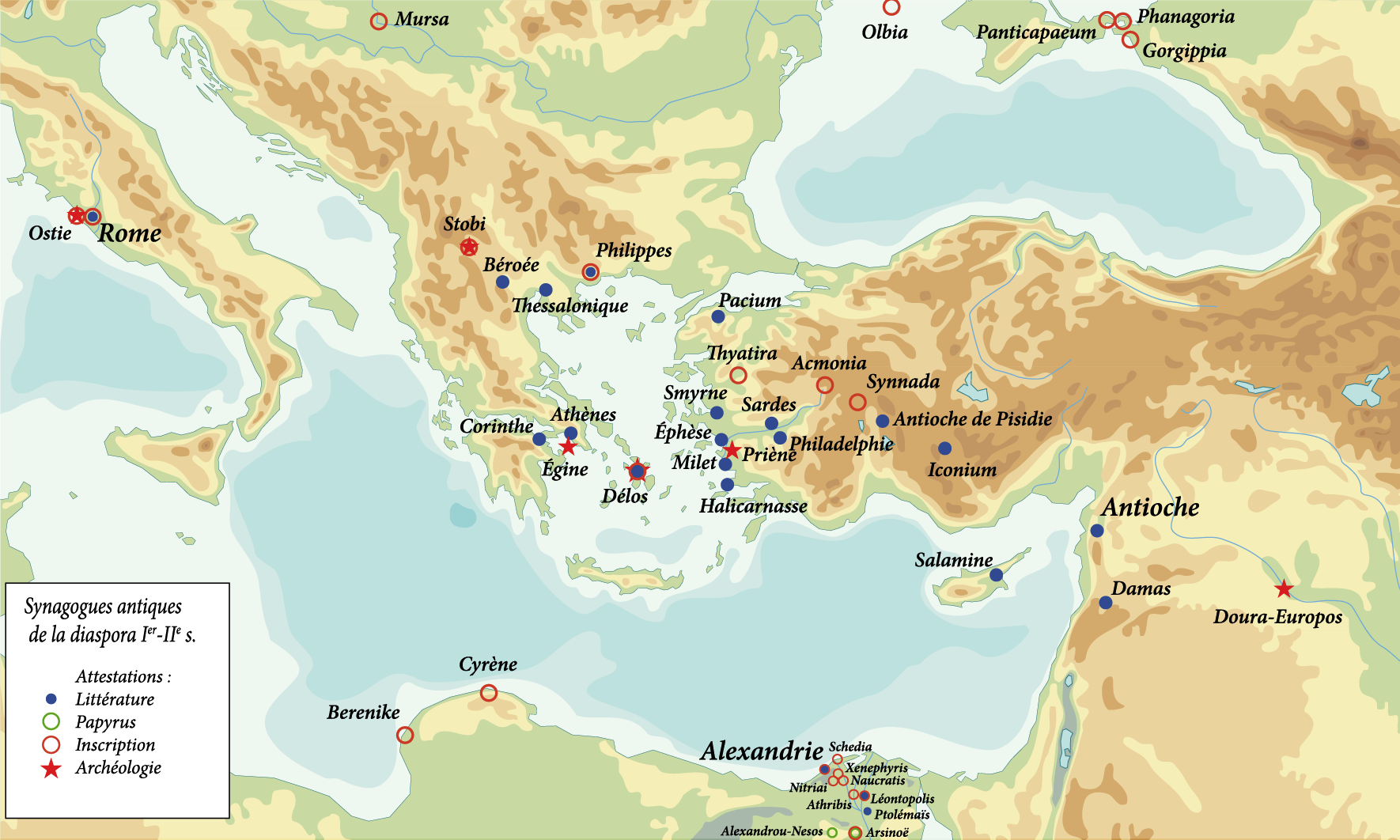
Mapa synagog z 1.–2. století ve Středomoří.

Židovská diaspora (hebrejsky: גלות, galut „exil, zajetí“, nebo Tfuca, „rozptýlení“) je diaspora Židů usídlených mimo Zemi izraelskou. Prakticky všichni Židé žili v diaspoře od židovsko-římských válek (1.–2. století n. l.) až do vzniku státu Izrael ve 20. století, tedy téměř 2000 let. Dosud mnoho Židů žije mimo Izrael, zdaleka největší a nejvýznamnější je židovská menšina v USA.
Diaspoře se věnuje izraelské muzeum v Tel Avivu, které se jmenuje Bejt ha-Tfucot. Termínem diaspora se také označovaly židovské obce mimo zemi izraelskou (חוץ לארץ, chuc la-arec).

## Historie
První nucená židovská emigrace se datuje už do 6. století př. n. l. po zničení Šalomounova chrámu, známá jako babylonské zajetí. Původcem byl vládce novobabylonské říše Nabukadnesar II.
Trvalé vyhnání a rozptýlení Židů do diaspory proběhlo až za nadvlády říše římské. Byla to nejdříve první židovská válka a zničení druhého Chrámu roku 70 n. l. Potlačení Bar Kochbova povstání (roku 135) znamenalo konec Židů v Judee, která byla pro vyhlazení památky přejmenována na Pelištejnskou Sýrii, lat. Syria Palestina. Židovské osídlení se rozptýlilo do oblasti Středomoří a později i do dalších oblastí. Po ztrátě chrámu se centrem náboženského života staly synagogy, kde se však nepřinášejí oběti.
Evropská diaspora se dělí na dvě základní skupiny: aškenázští Židé, kteří obývali Střední a Východní Evropu, a sefardští Židé původně žijících pod muslimskou nadvládou na Pyrenejském poloostrově. Pro Židy žijící v dalších muslimských zemích v severní Africe, Blízkém východě a přilehlých oblastech se užívá označení Mizrachim.
Život v diaspoře po staletí uzavřený v židovských komunitách se zásadně proměnil vlivem osvícenství a 19. století. Ty přinesly rozšíření lidských práv, sekularizaci společnosti, občanství a nacionalismus. To vedlo na jednu stranu k asimilaci s většinovým obyvatelstvem, na druhou stranu k specifickému národnímu obrození, které získalo na konci století podobu sionismu, hnutí za vytvoření národního státu v původní domovině, tedy biblické Zemi izraelské. Kvůli tomu bylo organizována alija, migrace z diaspory do Palestiny, která však byla omezována nejdříve osmanskou říší a pak britskou správou.
Zásadní dopad měl nacistický plán na geniocidu evropské židovské diaspory, jehož realizace za druhé světové války je známá jako šoa neboli holokaust. Důsledky války i na přeživší židovské obyvatelstvo, situace migrujících deportovaných a vykořeněných lidí, přispěly k realizaci sionistického plánu a vyhlášení státu Izrael roku 1948. To v důsledku izraelsko-arabského konfliktu vyvolalo další vlnu migrace, židovský exodus z diaspory v arabských zemích.

## Dnešní diaspora
Zdaleka největší je židovská menšina ve Spojených státech, v Americe je dále významná menšina v Kanadě a Argentině.
V Evropě má největší zastoupení Židů Francie, Spojené království, Rusko a Německo.
Významnou menšinu má také Austrálie.

## Židovská diaspora ve Střední Evropě
Židovské osídlení ve střední Evropě má dlouhou tradici. Židovští obchodníci pronikali do centrální Evropy – včetně českých zemí – již ve středověku a vytvářeli zde svou komunitu a svébytnou kulturní tradici. Ta přetrvávala až do novověku. Značný zásah do kontinuity židovské diaspory ale proběhl ve dvacátém století v podobě tragédie holocaustu. Ten podnítil i následný hromadný exodus přeživších do nově vzniklého státu Izrael. Dvacáté století tak podnítilo rozsáhlé změny v židovské diaspoře, které mají přesah i do 21. století. Život současné židovské diaspory je pak námětem mnoha výzkumů. Ty hledají se zejména společné jmenovatele židovské identity a odpovědi na otázku, co znamená být Židem v současnosti. Výzkumníci Olaf Glöckner a Marcela Menachem Zoufalá uvádí, že mezi nejvýznamnější společné jmenovatele současného židovského života ve střední Evropě patří: „intenzivní konfrontace s dědictvím holocaustu a neutuchající antisemitismus, ale také velké uznání tradičního židovského učení a kultury značnou částí nežidovských Evropanů.“